# Burg Eschenbeck
Die Burg Eschenbeck ist eine abgegangene Burg in der Gemarkung von Goddelsheim zwischen Goddelsheim und Hillershausen im nordhessischen Landkreis Waldeck-Frankenberg.

## Lage
Die Höhenburg befand sich auf 395 m ü. NN nordwestlich von Goddelsheim, in einem kleinen Seitental der Aar, nahe der waldeckischen Westgrenze zum heutigen Nordrhein-Westfalen, der genaue Standort ist nicht ermittelbar.

## Geschichte

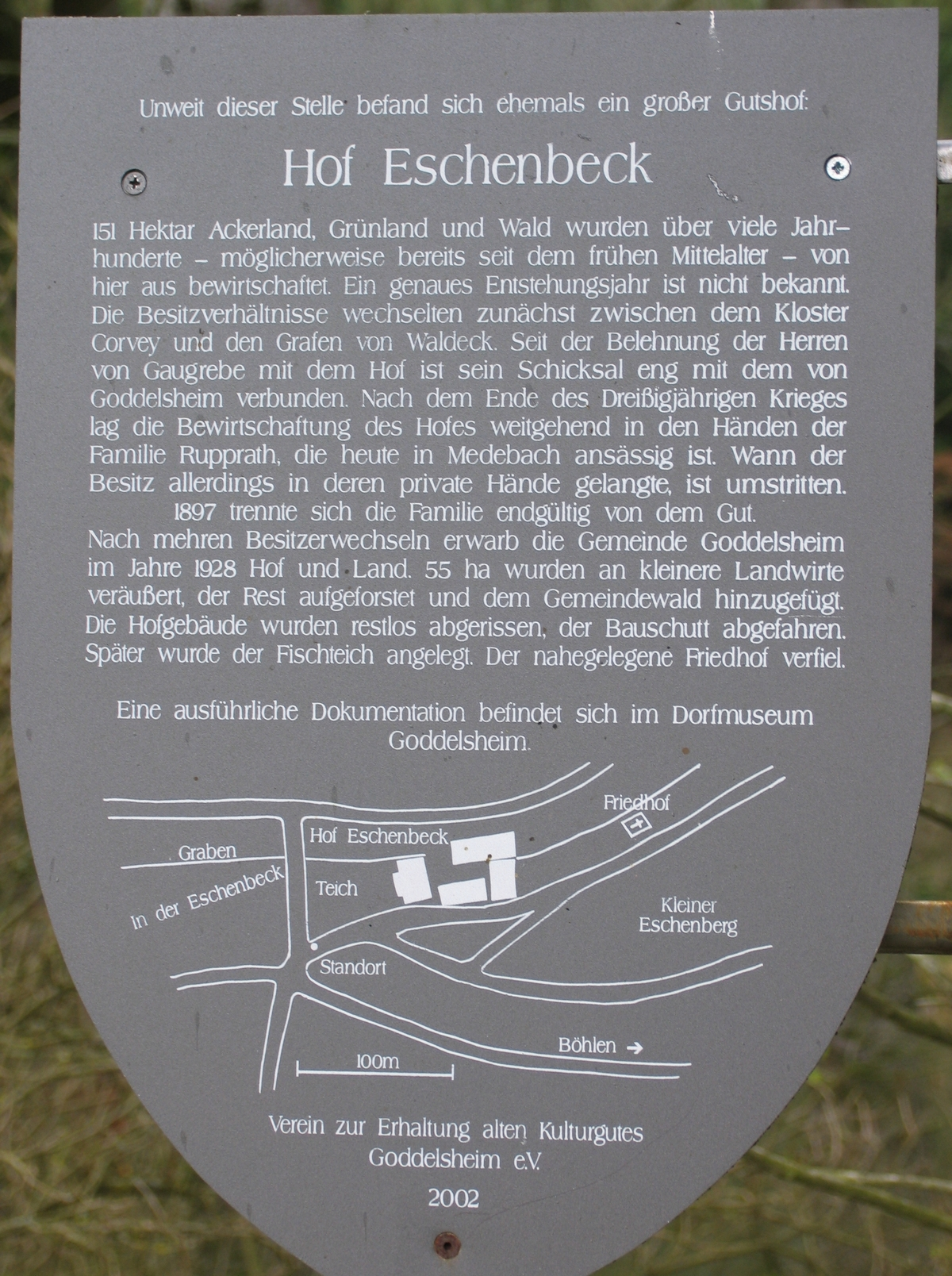
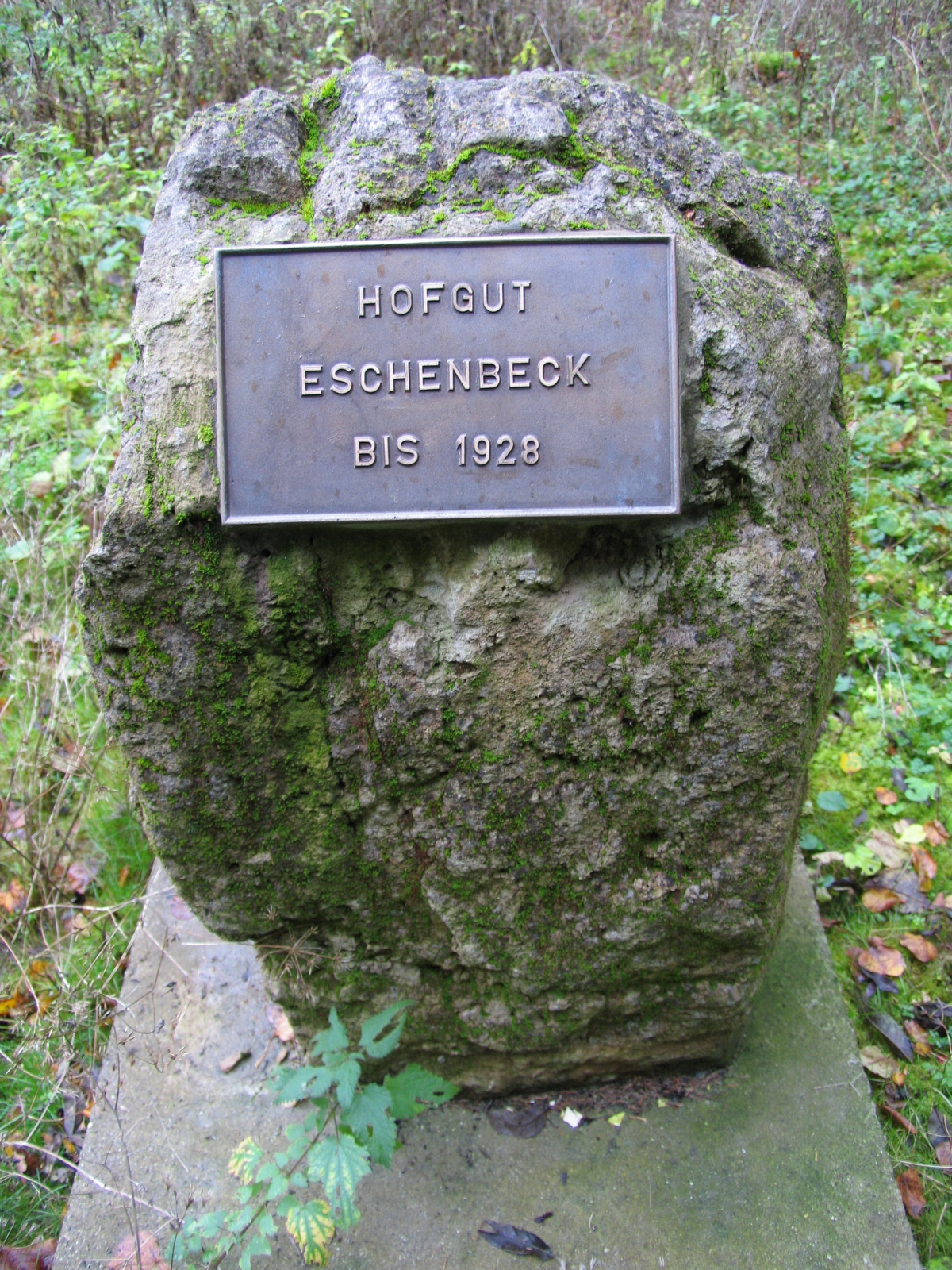

Von wem und wann die Burg erbaut sind, ist nicht bekannt. Im Jahr 1270 war sie im Besitz der Waldecker Grafen. Ob sie bereits im Besitz von Graf Adolf I. (1228–1270) war, oder erst mit seinem Nachfolger Adolf II. in den Besitz der Waldecker kam, ist nicht gesichert. Im Jahr 1370 schloss Graf Heinrich VI. einen Vertrag mit dem hessischen Landgrafen Hermann II. zum Schutz seines Gebietes gegen das Erzbistum Köln. Hessen kaufte Waldeck die Hälfte der Burg ab.
Es ist nicht bekannt, wann die Burg aufgegeben oder vielleicht zerstört wurde und danach verfiel. An ihrer Stelle entstand eine Meierei, die noch um 1850 bestand. Danach wurde sie vermutlich vollständig abgebrochen. Durch Aufforstung und das Anlegen eines Teiches sind von Burg und Meierei heute keine Überreste mehr sichtbar.
Im Jahre 2002 wurde als Erinnerung an die Burg vom „Verein zur Erhaltung alten Kulturgutes Goddelsheim e. V.“ zwei Gedenktafeln in der Nähe des Standortes angebracht.